# Gereformeerde kerk (Almkerk)

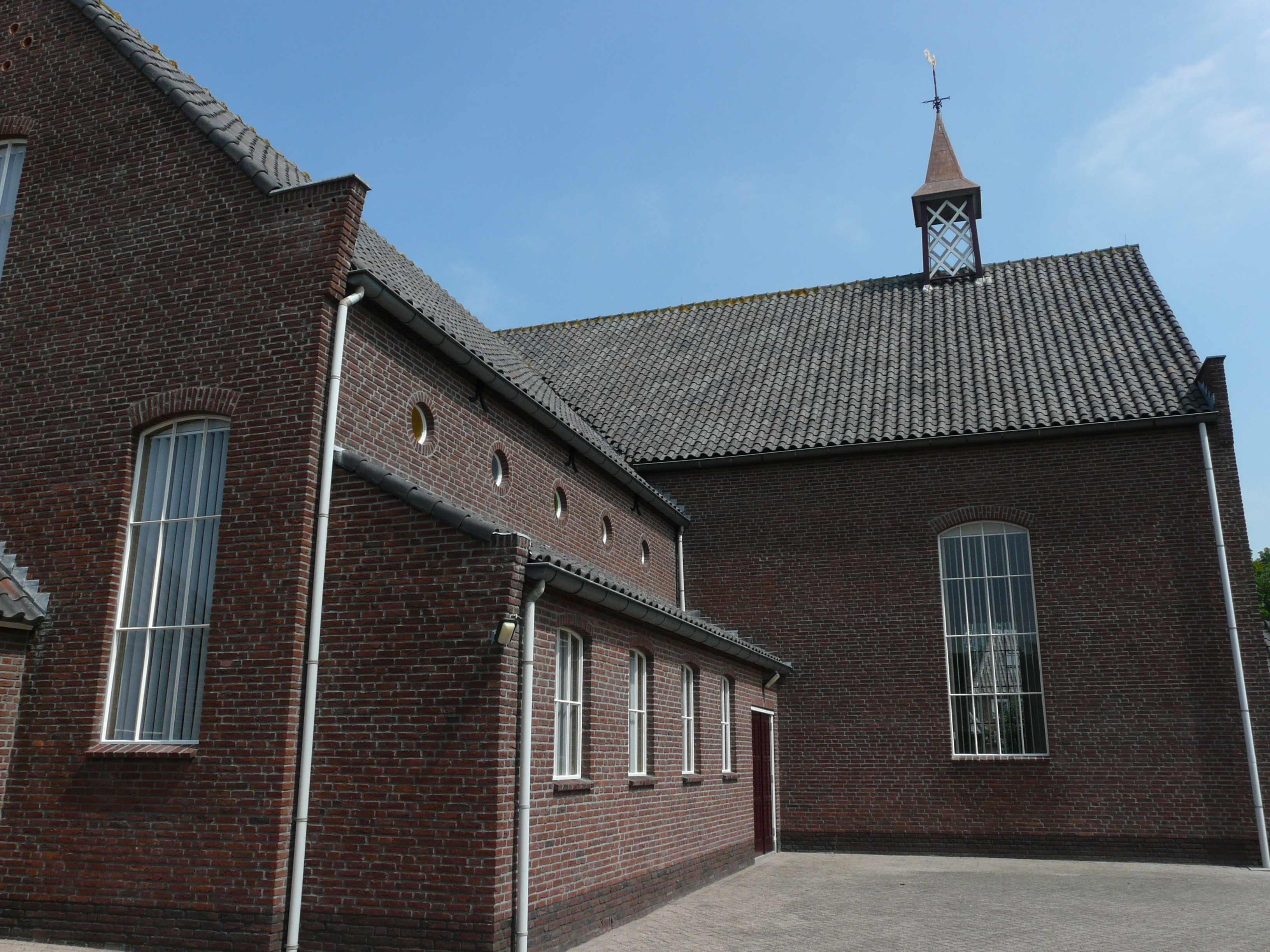
Gereformeerde kerk

De Gereformeerde kerk is een Gereformeerd kerkgebouw in de Nederlandse gemeente Altena behorende plaats Almkerk, gelegen aan de Voorstraat 16.

## Geschiedenis
In 1836 traden een aantal mensen uit de Hervormde gemeente en richtten de Christelijke Afgescheiden Gemeente op, die in 1869 Christelijk Gereformeerde Gemeente werd genoemd. Men kwam bijeen in schuren totdat in 1874 een definitieve kerk in gebruik werd genomen. In 1886 traden nog een aantal mensen uit de Hervormde Kerk, de Doleantie. In 1892 kwamen beide groepen bij elkaar en sloot men zich aan bij de Gereformeerde Kerken in Nederland. In 2004 fuseerde men tot de Protestantse Kerk in Nederland maar behielden, binnen dit kerkverband, de Gereformeerden hun eigen signatuur.
De kerk werd nog verbouwd in 1925 en tevens uitgebreid in 1954-1955.

## Gebouw
Het betreft een eenvoudig bakstenen gebouwtje onder zadeldak, met een voorportaal en een dakruiter. Aan de kerk vindt men een aantal bijgebouwen.
Het orgel is van 1956 en werd gebouwd door de firma Fonteyn & Gaal.